# روابط آرژانتین و اروگوئه
روابط خارجی بین جمهوری آرژانتین و جمهوری خاوری اروگوئه بیش از یک قرن است که وجود داشته‌است. هر دو کشور تا اوایل قرن نوزدهم بخشی از امپراتوری اسپانیا و پس از آن، استان‌های متحد ریو د لا پلاتا بودند.

## تاریخ
در ابتدا، هر دو ایالت مدرن آرژانتین و اروگوئه بخشی از نایب السلطنه امپراتوری اسپانیا در ریو د لا پلاتا بودند. بوئنوس آیرس در آن زمان پایتخت بود و باندا اورینتال استانی در این مستعمره بود. در این دوره، بوئنوس آیرس و مونته ویدئو با دو حمله بریتانیا به ریو د لا پلاتا مواجه شدند. در اولین مورد، بریتانیا با موفقیت به بوئنوس آیرس حمله کرد و بعداً از ارتشی که در مونته‌ویدئو به رهبری سانتیاگو دو لینیرس بود، شکست خورد. بریتانیا برای بار دوم به مونته‌ویدئو حمله کرد، اما نتوانست به بوئنوس آیرس حمله کند و بوئنوس آیرس برای پایان مخاصمه از بریتانیا خواست به اشغال مونته ویدئو پایان دهد.
پادشاه اسپانیا فردیناند هفتم در جریان جنگ شبه جزیره اسیر شد و ژوزف بناپارت فرانسوی جایگزین او شد. او به عنوان یک پادشاه قانونی به رسمیت شناخته نشد و سلطنت اسپانیا بدون حاکم باقی ماند. این باعث واکنش‌های سیاسی در سراسر امپراتوری اسپانیا شد. لینیرس علیرغم اینکه اصالتاً فرانسوی بود، حکومت ژوزف را رد کرد و وفاداری خود به پادشاه اسیر را اعلام نمود، اما خاویر د الیو به او اعتماد نکرد و حکومتی مجزا در مونته ویدئو ایجاد کرد. مارتین د آلزاگا، متحد الیو در بوئنوس آیرس، با سازماندهی شورشی تلاش کرد تا لینیرس را به چالش بکشد ولی شکست خورد. زمانی که لینیرس عزل شده و نایب السلطنه جدید، بالتاسار هیدالگو د سیسنروس، جایگزین شد، الیو دست از استقلال‌طلبی خود برداشت. با این حال، با بدتر شدن وضعیت اسپانیا در جنگ شبه جزیره، در بوئنوس آیرس اهالی محلی انقلاب مه را رقم زدند و سیسنروس را خلع کردند و دولتی به نام خونتا ایجاد شد. این اتفاقات آغازگر جنگ استقلال آرژانتین شد. مونته ویدئو پس از این اتفاقات به عنوان پایتخت جدید نایب‌السلطنه اسپانیا اعلام شد و به پایگاه سلطنت‌طلبان ناراضی تبدیل گردید. با این حال، سایر اهالی سرزمین باندا اورینتال به پایتخت خود، مونته ویدئو، نپیوستند و به رهبری خوزه گرواسیو آرتیگاس، با سر دادن شعار گریهٔ آسنسیو، شهر را تا زمان شکست محاصره کردند.
اروگوئه پس از جنگ سیسپلاتین با وساطت بریتانیای کبیر استقلال خود را به دست آورد. در طول جنگ داخلی اروگوئه، آرژانتین از حزب ملی این کشور حمایت می‌کرد و این چنین، دو کشور در طول جنگ اتحاد سه‌گانه متحد بودند.
از پایان قرن نوزدهم، هر دو کشور میراث اروپایی مشابهی دارند. آنها همچنین روابط بسیار نزدیک اقتصادی، فرهنگی و سیاسی با یکدیگر دارند. علاوه بر این، از حدود سال ۱۹۶۰، مهاجرت قابل توجهی از اروگوئه به آرژانتین وجود داشته‌است و امروزه، حدود ۱۲۰۰۰۰ نفر در اروگوئه متولد شده و در آرژانتین زندگی می‌کنند.

## پیوندهای سیاسی
دو حزب سیاسی اصلی اروگوئه قبل از سال ۲۰۰۲، حزب کلرادو و حزب ملی، که هر دو احزاب سنتی نامیده می‌شوند، ریشه در احزاب منقرض شده آرژانتینی، اتحاد گرایان و فدرال‌ها دارند که به نوبه خود میراث خوزه آرتیگاس هستند. در طول قرن اول استقلال اروگوئه، رقابت میان دو حزب در کشور بسیار وسیع و غیرقابل مهار بود و نهایتاً جنگ داخلی در اروگوئه منجر به جنگ داخلی آرژانتین شد.

## اختلاف مرزی
مرزهای بین آرژانتین و اروگوئه برای اولین بار در کنوانسیون صلح ۱۸۲۷ ایجاد شد.
نواقص باقی مانده از آن پیمان، در معاهده مرزی ۱۹۷۳ برطرف شد و مرز اروگوئه و آرژانتین در جایی در امتداد رودخانه اروگوئه تعیین شد.
بر اساس دکترین زبالوس، که توسط صدراعظم آرژانتین ، استانیسلائو سورو زبالوس، بین سال‌های ۱۸۵۴ و ۱۹۲۳ تعیین شد، اروگوئه نباید بر ریور پلاته که فقط مربوط به آرژانتین است، دسترسی داشته باشد.
در دوران ریاست جمهوری خوزه فیگوئروآ آلکورتا در آرژانتین، سه حادثه بزرگ رخ داد:
- ماهیگیری صنعتی آرژانتین در مرز اروگوئه.
- کشتی غرق شده نیروی دریایی آرژانتین Constitución در نزدیکی بخش کلونیا.
- تمرینات جنگی ارتش آرژانتین در نزدیکی سواحل اروگوئه.

در معاهده ای که در ۱۸ ژوئن ۱۹۸۸ تنظیم شد، تنها حد خشکی بین آرژانتین و اروگوئه در جزیره مارتین گارسیا ایجاد شد.

## رسوایی‌های دیپلماتیک
در دوران ریاست جمهوری خورخه باتل در اروگوئه، خیانت یک روزنامه‌نگار در سال ۲۰۰۲ یک حادثه دیپلماتیک قابل توجه را به همراه داشت، زمانی که تفسیری خارج از موضوع در تلویزیون اروگوئه پخش شد که در آن بتل توصیف می‌کرد که "آرژانتینی‌ها همه دزد هستند". این حادثه پس از یک هفته، که باتل علناً در تلویزیون آرژانتین عذرخواهی کرد، حل شد.
یکی دیگر از سوتی‌ها، از رئیس‌جمهور اروگوئه خوزه موخیکا بود که در جلسه ای پخش شد که در آن او گفت "ما با تُرک بیشتر جور بودیم، اما با این بانوی پیر معامله نمیشه کرد" و اشاره به حاکمان آرژانتینی کارلوس منم و کریستینا کرشنر داشت.
کریستینا کرشنر در طی یک سخنرانی گفت که " خوزه گرواسیو آرتیگاس می‌خواست آرژانتینی باشد و ما به او اجازه ندادیم"، این جمله برای مدتی در اروگوئه تکرار شد.

## روابط تیره در دوران کرشنر
پس از اعلام ساخت یک آسیاب خمیر کاغذ در سمت اروگوئه‌ای رودخانه اروگوئه توسط سازنده اسپانیایی ENCE در سال ۲۰۰۳، هر دو کشور اولین تنش‌های دیپلماتیک قابل توجه خود را از سال ۱۹۵۲ تجربه کردند؛ مشکل قبلی به زمانی برمی‌گشت که رئیس‌جمهور خوان پرون تلاش کرده بود بانکداری فراساحلی آرژانتین را در کشور همسایه محدود کند. پل‌های روی رودخانه اروگوئه بیش از یک سال بسته بود. اگرچه برنامه‌های آسیاب ENCE در سال ۲۰۰۵ لغو شد، ایجاد کارخانه دوم توسط Botnia فنلاند در سال ۲۰۰۵ اعلام شد و این کارخانه در سال ۲۰۰۷ افتتاح شد مناقشه آسیاب خمیر بین آرژانتین و اروگوئه همچنان موضوع بحث و مناقشه است، به ویژه پس از گزارش‌های مداوم در مورد افزایش آلودگی آب در منطقه که بعداً مشخص شد تخلیه فاضلاب از شهر Gualeguaychú باعث آن است.

## امروزه

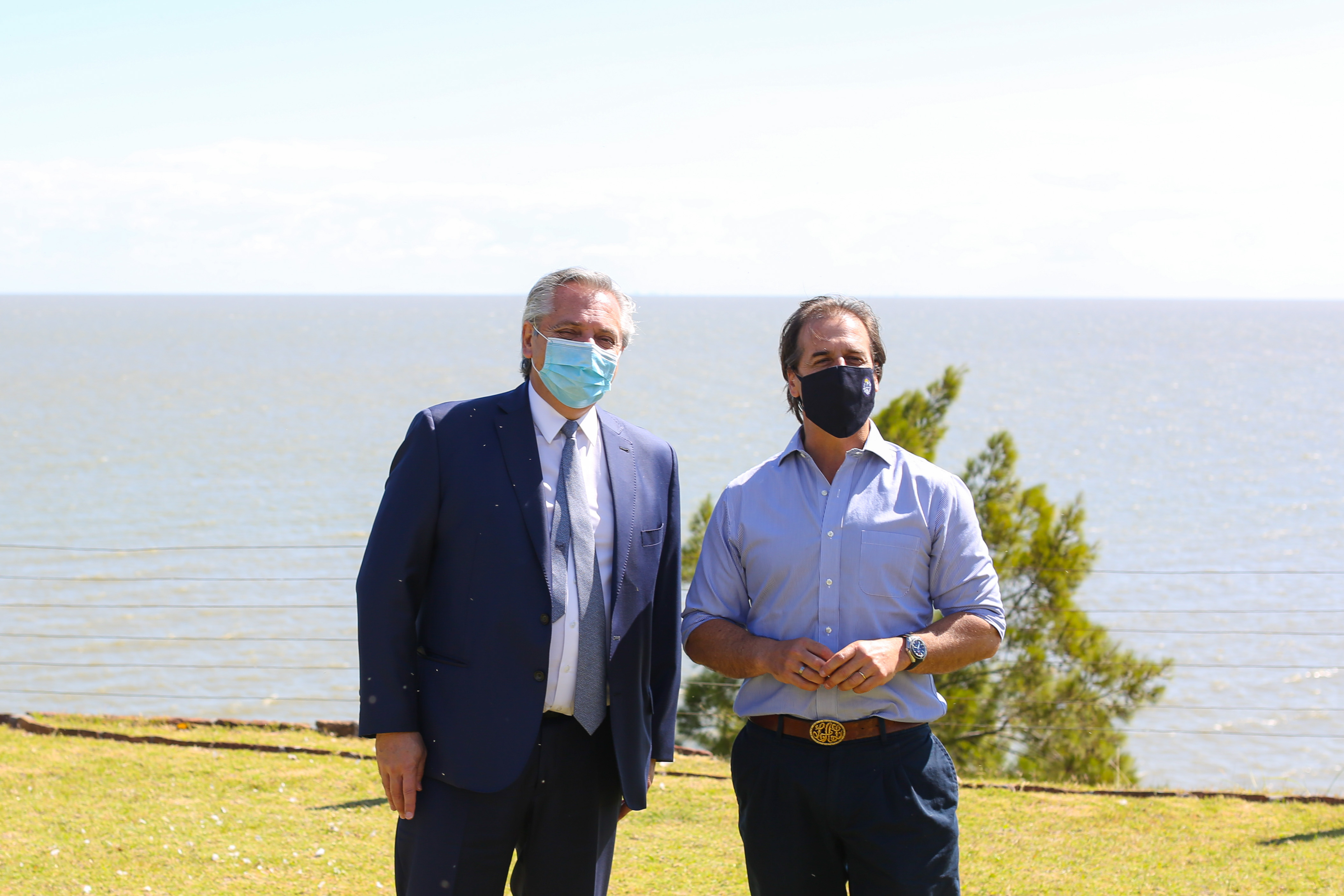
روسای جمهور آلبرتو فرناندز و لوئیس لاکال پو در سال ۲۰۲۰.

آرژانتین یک سفارت در مونته ویدئو، ۴ کنسولگری (در کلونیا دل ساکرامنتو، فرای بنتوس، پایساندو و سالتو) دارد. اروگوئه دارای یک سفارت در بوئنوس آیرس و ۲ کنسولگری عمومی (در کوردوبا و روزاریو)، ۳ کنسولگری (در کولون، کنکوردیا و گوالگوایچو)، ۲ کنسولگری افتخاری (در مندوزا و نوکوئن) است.
هر دو کشور اعضای مؤسس مرکوسور بودند. هر دو کشور اعضای کامل گروه ۷۷، گروه ریو، انجمن ادغام آمریکای لاتین، انجمن آکادمی‌های زبان اسپانیایی، سازمان کشورهای آمریکایی، سازمان کشورهای ایبرو-آمریکایی، اتحادیه آمریکای جنوبی و گروه کارینز هستند.
در سال ۲۰۰۹، اروگوئه سیاست خود مبنی بر امتناع از حق فرود هواپیماهای نظامی بریتانیا در پروازهایشان به جزایر فالکلند را اعلام کرد و در سال ۲۰۱۰ اجازه نداد کشتی‌های بریتانیایی فالکلند در بندر مونته ویدئو پهلو بگیرند.
یکی از مهم‌ترین روابط تجاری بین اروگوئه و آرژانتین مربوط به گردشگری است. برای اروگوئه، گردشگران آرژانتین کلیدی است، زیرا ۵۶٪ از گردشگری خارجی را که هر سال دریافت می‌کنند و ۷۰٪ در ماه‌های تابستان را از این کشور دارد. در سال ۲۰۱۷، آرژانتین و اروگوئه یک یادداشت تفاهم برای اجرای پروژه «تقویت اتصال» (Fortalecimiento de la Conectividad) امضا کردند. این پروژه بر بهبود ارتباطات بین کشورها متمرکز است. هدف آن توسعه اتصال بیشتر با ایجاد پیوندهای فیبر نوری به نقاط اتصال بین‌المللی که ارائه‌دهندگان اینترنت بین‌المللی در آن قرار دارند و کابل‌های زیردریایی که به سواحل آرژانتین می‌رسند، است.